# Мислюк Михайло Андрійович
Миха́йло Андрі́йович Мислю́к (нар. 12 жовтня 1951 р., с. Бишів, Галицький район, Станіславська область, нині Івано-Франківська область) — український вчений, доктор технічних наук, професор кафедри буріння свердловин Івано-Франківського національного технічного університету нафти і газу. Лауреат Державної премії України в галузі науки і техніки (2006).

## Біографія
Михайло Мислюк народився 12 жовтня 1951 року в селі Бишів Галицького району Станіславської області (нині Івано-Франківська область).
У 1972 році закінчив газонафтопромисловий факультет ІФІНГ за спеціальністю «Технологія і комплексна механізація розробки нафтових та газових родовищ».
З 1972 по 1975 роки Михайло Мислюк працював інженером в Українському відділі промислових випробувань Всесоюзного науково-дослідного інституту бурової техніки, де займався випробуванням нових конструкцій бурових доліт і технологій їх відробки.
Протягом 1975—1978 років навчався в аспірантурі при кафедрі буріння нафтових і газових свердловин Івано-Франківського інституту нафти і газу.
З 1978 року працює асистентом кафедри буріння нафтових і газових свердловин.
У 1980 році в Грозненському нафтовому інституті захистив кандидатську дисертацію на тему «Дослідження деяких питань технології буріння свердловин у поглинаючих горизонтах».
З 1981 року — доцент кафедри буріння нафтових і газових свердловин.
У 1993 році у Івано-Франківському інституті нафти і газу захистив докторську дисертацію на тему «Вибір і прийняття технологічних рішень при бурінні свердловин в ускладнених умовах».
З 1993 року — професор кафедри буріння нафтових і газових свердловин.

## Наукові дослідження
Керівник наукової школи «Теоретичні основи прийняття технологічних рішень при бурінні свердловин в ускладнених умовах». Підготував 12 кандидатів наук.
Має понад 280 наукових праць, серед яких сім монографій, підручник, довідники (зокрема фундаментальний п'ятитомний довідник «Буріння свердловин», виданий спільно з І. Й. Рибчичем та Р. С. Яремійчуком), понад 50 винаходів, підтверджених авторськими свідоцтвами СРСР і патентами Росії та України.
На бурових підприємствах України та Росії впроваджено наступні розробки:
- методика обробки даних ротаційної віскозиметрії;
- стратегія і науково-методичні засади попередження ускладнень під час буріння свердловин в умовах невизначеності вихідної інформації про причини ускладнень і фізико-механічні властивості гірських порід;
- технології і технічні засоби для ліквідації прихватів колон труб;
- модель вибору раціональних технологічних рішень при розбурюванні зон з аномально високими пластовими тисками;
- технології відробки тришарошкових доліт при роторному бурінні;
- моделі прийняття технологічних рішень із гнучким вибором критерію оптимальності тощо.[3][4]

## Нагороди
- Заслужений працівник АТ «Укргазпром»;
- Почесний працівник ДК «Укргазвидобування»;
- Відмінник праці ДК «Укргазвидобування»
- Державна премія України в галузі науки і техніки за 2006 рік за «розробку і впровадження високоефективних технологій видобування та постачання газу для підвищення енергетичної безпеки держави»[3][4]